# Senat (Äquatorialguinea)
Der Senat (spanisch Senado) ist das Oberhaus des Parlaments von Äquatorialguinea. Der Senat besteht aus 70 Abgeordneten, von denen 15 durch den Präsidenten ernannt und 55 durch die Bevölkerung gewählt werden.

## Geschichte
Der Senat wurde nach Artikel 70 der Verfassung Äquatorialguineas im Jahr 2011 gegründet. Er besteht neben der zweiten Kammer, der Cámara de los Diputados, die bereits vor dem Senat die legislative Gewalt ausübte. Am 12. Juli 2012 wurden schließlich beide Kammern durch den Präsidenten Obiang Nguema Mbasogo feierlich eröffnet.

## Wahlen
Bei den Wahlen im Jahr 2013 traten drei Parteien zur Wahl an, es konnten sich jedoch nur zwei durchsetzen. Wahlgewinner war die Partido Democrático de Guinea Ecuatorial, die mit 99 von 100 Sitzen auch das Volksrepräsentantenhaus dominiert.

### 2013
| Partei                                                                               | Stimmen | % | Sitze | ± |
| ------------------------------------------------------------------------------------ | ------- | - | ----- | - |
| Demokratische Partei von Äquatorialguinea (Partido Democrático de Guinea Ecuatorial) |         |   | 54    | 0 |
| Bewegung für soziale Demokratie (Convergencia para la Democracia Social)             |         |   | 1     | 0 |
| Wählbare Sitze                                                                       |         |   | 55    | 0 |
| Ernannte Mitglieder                                                                  |         |   | 15    | 0 |
| Gesamt                                                                               |         |   | 70    | 0 |
| Quelle: Government of Equatorial Guinea                                              |         |   |       |   |